# Ambition (jeu)
Pour les articles homonymes, voir Ambition.
Ambition est un jeu de société créé en 1987 par Gilles Monnet et Yves Hirschfeld et édité chez Schmidt.

## But du jeu
Le but ce jeu est de diriger une entreprise de chocolat en barre.
Vous tenez le rôle du PDG et vous gérez achats (bourse), fabrications, ventes (enchères inversées), personnel (embauches, licenciements), trésorerie (emprunts, placements) et la concurrence, le tout selon des règles économiques assez efficaces ! Des « coups du sort » un peu violents permettent aux « mauvais gestionnaires » de ne pas perdre à tous les coups...